# Андріяш Ольга Павлівна
Андріяш Ольга Павлівна (нар. 10 грудня 1936 року, с. Теолин) — кандидат географічних наук, доцент, геолог, геоморфолог.
Народилася 10 грудня 1936 року в селі Теолин, тепер Монастирищенського району Черкаської області. Закінчила в 1958 році географічний факультет Київського університету. З 1975 року асистент, у 1975–1989 роках старший науковий співробітник науково-дослідної частини географічного факультету. У 1989–1996 роках доцент кафедри геоморфології та палеогеографії Київського університету. Кандидатська дисертація «Пліоцен-четвертинна історія розвитку рельєфу Інгулець-Бузького межиріччя (в межах Причорноморської низовини)», захищена 1974 року. Досліджувала рельєф та антропогенові відклади Причорноморської низовини, зв'язок похованих неогенових долин з сучасним рельєфом.

## Основні праці
Автор 40 наукових праць.
1. (рос.) Геология шельфа УССР: «Лиманы». — К., 1982 (у співавторстві).
2. (рос.) Геоморфология Украинской ССР: Підручник. — К., 1990 (у співавторстві).
3. Природні умови Канівського Придніпров'я та їх вивчення: Навчальний посібник. — К., 1992 (у співавторстві).